# René Reimann
René Reimann (* 9. Mai 1967 in Berlin) ist ein ehemaliger deutscher Wasserballspieler, Olympiateilnehmer und aktiver Wasserballtrainer.

## Leben
Mit den Wasserfreunden Spandau 04 wurde er in den Jahren 1985 bis 1992 acht Mal Deutscher Meister. Danach wechselte Reimann zur SC Rote Erde Hamm, wurde hier aber während seiner Spielerzeit in dem Verein von 1993 bis 2000 nur sieben Mal Deutscher Vizemeister. 1989 wurde er Europameister bei der Wasserball-Europameisterschaft in Bonn. Reimann nahm in den Jahren 1988, 1992 und 1996 drei Mal an den Olympischen Sommerspielen teil und spielte 394 Mal für die deutsche Nationalmannschaft, für die er auch langjähriger Kapitän war. 2003 beendete er seine Spielerkarriere.
Nach seiner Spielerkarriere wurde Reimann Wasserballtrainer. Er trainierte unter anderem bereits die Bundesligamannschaft des SV Bayer Uerdingen 08, den Schweizer Erstligisten SC Kreuzlingen und vier Jahre die deutsche Nationalmannschaft der Frauen. 2012 übernahm Reimann den Trainerposten beim Klub SGW Rote Erde/SV Brambauer.
Nach seiner erfolgreichen Trainerkarriere im Wasserball wechselt Reimann zum Profitennis. Er arbeitete drei Jahre als Athletiktrainer bei der Schüttler-Waske Tennis-University in Offenbach und war für die Athletik der Spieler und für den medizinischen Bereich zuständig. In der Profiakademie trainierten Spieler wie Angelique Kerber, Andrea Petkovic, Mona Barthel, Tommy Haas, Jürgen Melzer und Philipp Petzschner um nur einige zu nennen.
Heute arbeitet Reimann als selbständiger Diplom-Trainer sehr erfolgreich als Trainer, Coach und Berater im ganzen Bundesgebiet mit Führungskräften und Sportlern. Seine Erfahrungen und sein Wissen gibt er auch in Seminaren und Fortbildungen weiter.

## Spielerkarriere

### Vereine
- 1973–1985: SC Wedding Berlin
- 1985–1992: Wasserfreunde Spandau 04
- 1992–1993: SSF Wuppertal
- 1993–2000: SC Rote Erde Hamm
- 2000–2002: CN Martiánez, Spanien[7]
- 2002–2006: SC Kreuzlingen, Schweiz
- 2006–2008: Bayer Uerdingen
- 2012–2013: SGW Rote Erde / SV Brambauer[8]

### Internationale Erfolge
- Europapokalsieger 1985, 1986 und 1988 (Wasserfreunde Spandau 04)
- LEN-Supercupsieger 1986 (Wasserfreunde Spandau 04)
- 1986: Junioren-Europameister
- 1987: 3. Platz FINA-Weltcup in Thessaloniki
- 1988: 4. Platz Olympische Sommerspiele 1988 in Seoul
- 1989: 5. Platz FINA-Weltcup in Berlin
- 1989: Europameister[9] in Bonn 1989
- 1991: 5. Platz Wasserball-Weltmeisterschaften 1991 in Perth
- 1991: 8. Platz FINA-Weltcup in Barcelona
- 1991: 7. Platz Wasserball-Europameisterschaft 1991 in Athen
- 1992: 7. Platz Olympische Sommerspiele 1992 in Barcelona
- 1993: 6. Platz FINA-Weltcup in Athen
- 1993: 9. Platz Wasserball-Europameisterschaft 1993 in Sheffield
- 1994: 9. Platz Wasserball-Weltmeisterschaften 1994 in Rom
- 1995: 3. Platz Wasserball-Europameisterschaft 1995 in Wien
- 1996: 9. Platz Olympische Sommerspiele 1996 in Atlanta
- 1997: 10. Platz Wasserball-Europameisterschaft 1997 in Sevilla
- 1999: 8. Platz Wasserball-Europameisterschaft 1999 in Florenz
- 1999: Berufung ins All Star Team

## Trainertätigkeit (Auszug)
- 1995–2000: Jugendtrainer bei der SC Rote Erde Hamm
- 2001–2002: Co-Trainer beim CN Martiánez, Spanien
- 2003–2006: Cheftrainer beim SC Kreuzlingen, Schweiz[10][11]
- 2006–2008: Cheftrainer beim SV Bayer Uerdingen 08
- 2009–2012: Bundestrainer Wasserball Frauen[12][13]
- 2012–2013: Cheftrainer SGW Rote Erde/SV Brambauer
- 2013–2016: Athletiktrainer Schüttler-Waske Tennis-University
- Seit 2018: Cheftrainer VfB Friedberg (2. Wasserball-Liga Süd)
- Seit 2017: selbstständiger Trainer, Coach und Berater